# Censo de Quirino

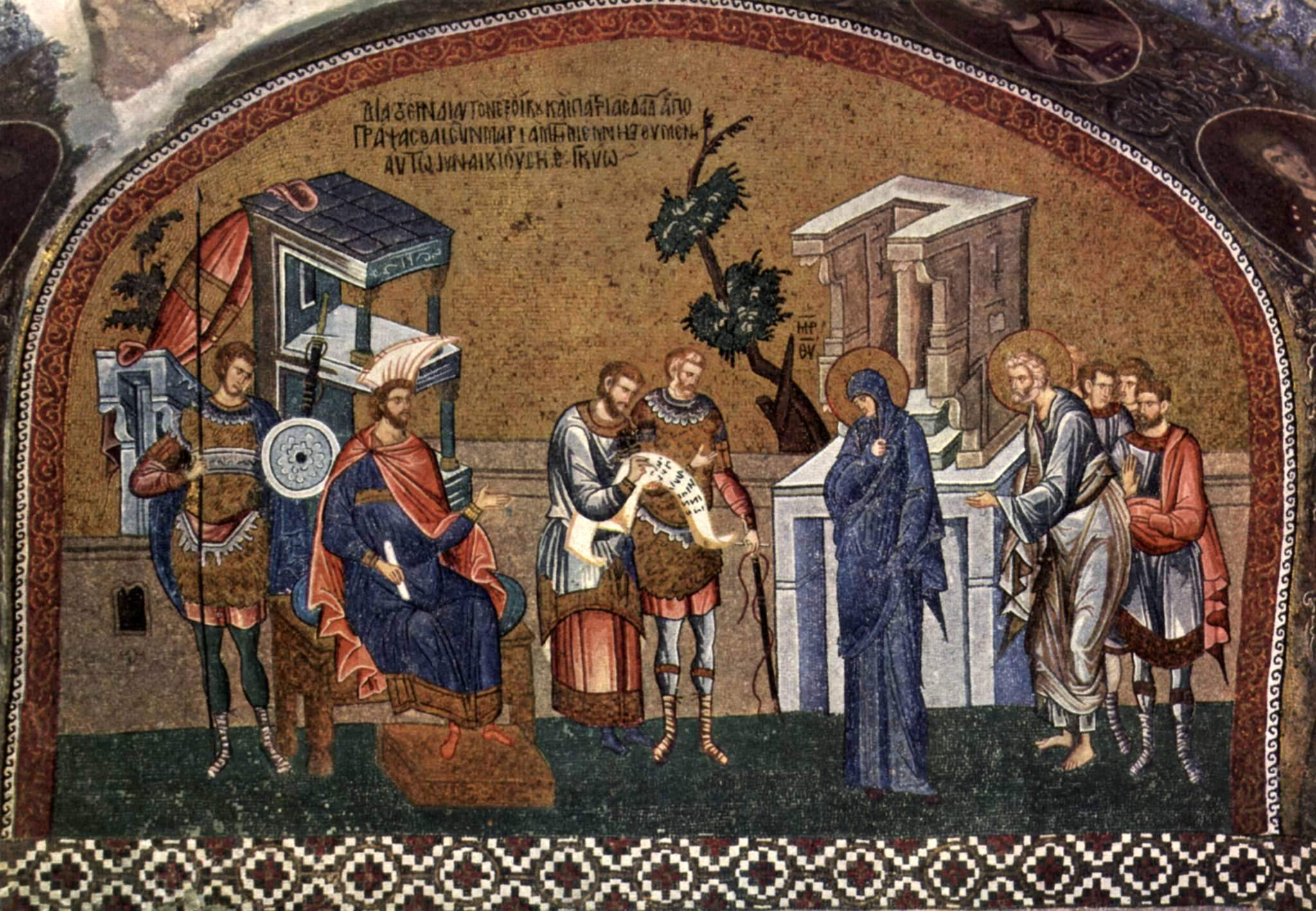
Maria e José (à direita) registram-se para o censo perante o governador sírio Quirino. Mosaico bizantino, (c. 1315).

Censo de Quirino denomina o censo realizado durante os anos 6-7 nas províncias romanas de Síria e Judeia. O inquérito decorreu durante o reinado de Augusto (r. 27 a.C.–14 d.C.), quando Públio Sulpício Quirino foi nomeado governador da Síria após a expulsão de Herodes Arquelau da Tetrarquia da Judeia e da imposição da administração direta romana. O relato da Natividade de Jesus no Evangelho de Lucas refere-se a este censo.